# Fedora Project
Fedora Project（フェドラ・プロジェクト、フィドーラ・プロジェクト、フェドーラ・プロジェクト）とは、Linuxディストリビューションの一つであるFedoraを開発するためのコミュニティである。

## 由来
もともとRed Hat Linux Projectと、Fedora Linux Projectが合流したプロジェクトであるため、Red Hat Linuxの流れを受け継ぐ。Red Hat Linux 10の開発中に、Fedora Linux Projectと合流し、レッドハットをスポンサーとしつつも、レッドハットとは独立した組織として立ち上げられた。2003年11月5日にFedora Projectとして最初のリリースとしてFedora Core 1が公開された。これをもしRed Hat Linuxのバージョンで例えれば、Red Hat Linux 10に相当する。 以後、Fedora Projectは、Red Hat Linuxの後継ディストリビューションの一つに当たる「Fedora」の開発にあたり、いっぽうRed Hat社自体の事業は企業向けのRed Hat Enterprise Linuxの開発に専念することになった。

## スポンサー
レッドハット社が後援している。

## 関連サイト
- Fedoraダウンロード公式サイト